# いい生活
株式会社いい生活（いいせいかつ、英: e-Seikatsu Co.,Ltd.）は、東京都港区に本社を置き、不動産業界に特化したクラウドサービスを提供する日本の企業である。

## 概要
いい生活は、2000年の設立以来、同社で保有するネットワーク及びシステム基盤上で、日本全国の不動産業を営む企業向けにクラウドシステム・アプリケーション及びデータベース・アプリケーションを開発・提供することを主としたクラウドソリューション事業を行っている。
不動産物件情報管理データベースを軸に、不動産管理システム、ホームページ構築ツール、営業支援・顧客管理ツール等、不動産会社のIT活用による業務効率化推進ニーズに応えるサービスをクラウドにて提供している。いい生活は、2006年2月に東証マザーズに上場（2022年4月に東京証券取引所スタンダードに市場変更）しており、同社が提供するサービスの利用店舗数は2024年3月末時点で全国4,500店舗以上となっている。

また、クラウド・ASP・SaaS・データセンター事業の発展と支援を目的として設立された、特定非営利活動法人ASP･SaaS・クラウドコンソーシアム（ASPIC）の会員である。

## 沿革
- 2000年（平成12年）
  - 1月　東京都港区芝五丁目14番13号に資本金6,200万円をもって設立
  - 8月　クラウドサービス提供ノウハウ蓄積のため生活総合サイトの運用を開始
- 2001年（平成13年）
  - 4月　業界初のコンバート機能を実装した不動産（賃貸・流通）物件情報更新管理データベース・システムをリリース
  - 8月　不動産（新築分譲マンション）物件情報更新管理データベース・システムをリリース
  - 11月　本社を東京都港区東麻布一丁目28番13号に移転
  - 11月　三菱商事株式会社とEコマース・マーケティング分野における事業パートナーとして提携
- 2004年（平成16年）
  - 7月　ヤフー株式会社と不動産情報データベースに関して業務提携
- 2005年（平成17年）
  - 7月　ヤフー株式会社を引受先とした第三者割当増資を実施
- 2006年（平成18年）
  - 2月　東京証券取引所マザーズに株式を上場
  - 3月　本社を東京都港区南麻布五丁目２番32号に移転
  - 7月　ヤフー株式会社と「Yahoo!不動産」賃貸ゲートキーパー業務
　物件情報データを受領・整備し、納入する業務）に関して業務委託契約を締結
  - 8月　ISMS適合性評価制度認証基準(Ver.2.0)」の認証を取得
  - 9月　ヤフー株式会社と不動産情報取次業務に関して業務委託契約を締結
  - 12月　大阪支店を大阪府大阪市北区堂島浜一丁目４番16号に開設
- 2007年（平成19年）
  - 1月　サービス提供店舗数1,000店舗を突破
  - 6月　「ISO/IEC 27001:2005（JIS Q 27001:2006）」[2]の認証を本社及び大阪支店において取得
  - 8月　福岡支店を福岡県福岡市中央区天神一丁目11番17号に開設
  - 11月　ISO/IEC 27001:2005（JIS Q 27001:2006）」[2]の認証を福岡支店において取得
  - 11月　不動産会社向け携帯電話用サイト構築ツール「ES-Mobile」をリリース
- 2008年（平成20年）
  - 2月　客付会社向け企業間物件情報流通サイト構築システム「ES-B2B賃貸」をリリース
  - 6月　不動産売買物件情報データベース「ESいい物件売買」をリリース
  - 6月　サービス提供店舗数2,000店舗を突破
  - 7月　不動産物件情報データベース・賃貸管理システム「ES 管理賃貸」をリリースをリリース
  - 7月　名古屋支店を愛知県名古屋市中区錦二丁目4番3号に開設
  - 7月　不動産事業を行う株式会社いい生活不動産（現連結子会社）を東京都港区六本木四丁目9番5号に設立
　（2009年(平成21年)7月に東京都港区南麻布五丁目2番32号へ移転）
  - 8月　顧客管理・営業支援データベース「ES営業支援」をリリース
- 2009年（平成21年）
  - 5月　「ISO/IEC 27001:2005（JIS Q 27001:2006）」[2]の認証を名古屋支店において取得
  - 9月　顧客管理・営業支援データベース「ES顧客管理売買」をリリース
  - 10月　「ISO/IEC 20000-1:2005」の認証を取得
  - 10月　不動産ホームページ作成ツール「ES-WebSite」をリリース
- 2011年（平成23年）
  - 11月　ヤフー株式会社との業務委託契約の一部（Yahoo!不動産入稿センターにおける業務委託契約）を終了
- 2012年（平成24年）
  - 4月　クラウド不動産業務ツール「ESいい物件One」をリリース
- 2013年（平成25年）
  - 9月　「ESいい物件One」の機能を拡張し、賃貸管理機能をリリース
- 2014年（平成26年）
  - 3月　同社独自の物件情報フォーマットを開発し、全国の不動産ポータルサイトへ一括入港が可能な「スマートOneコンバート」をリリース
- 2015年（平成27年）
  - 3月　「スマートOneコンバート」のデータ連動において、リアルエステートジャパン株式会社と業務提携
- 2016年（平成28年）
  - 8月　市場選択制度により東京証券取引所第二部に市場変更
  - 9月　エヌ・ティ・ティ アイティ株式会社（現社名 ＮＴＴテクノクロス株式会社）と同社が開発・販売する資料共有型Web会議サービス「MeetingPlaza」に関する販売代理店契約を締結
- 2017年（平成29年）
  - 2月　主力サービスである「ESいい物件One」が経済産業省「IT導入補助金」の交付対象サービスとして登録
  - 9月　クラウドサービス情報セキュリティマネジメントシステムの国際標準規格である「ISO/IEC27017:2015」の認証を取得
- 2018年（平成30年）
  - 4月　不動産管理会社と入居者を繋ぐコミュニケーション・プラットフォームとなるアプリケーション「pocketpost(ポケットポスト)」シリーズをリリース開始
  - 6月　ITを活用した重要事項説明に係る新サービス「ES × MeetingPlaza」の提供を開始
  - 8月　SMBC GMO PAYMENT 株式会社と同社が提供する電子決済サービス及び当社サービスに関する今後の協業を約したパートナー契約を締結
  - 8月　不動産事業を行う株式会社いい生活不動産がクラウドサービスの販売に資するその他事業を行う株式会社リアルテック・インベストメント（現連結子会社）へと商号及び事業内容を変更
  - 9月　不動産会社に当社システムを導入及び運用する際の支援を行う目的でクラウドソリューション事業を行う株式会社リアルテック・コンサルティング（現連結子会社）を東京都港区に設立
- 2019年（平成31年/令和元年）
  - 1月　不動産オーナー向けコミュニケーションアプリ「pocketpost Owner(ポケットポスト オーナー)」を開始
  - 1月　「ES いい物件 One」がナーブの不動産向け VR クラウド「VR 内見」との連動を開始
  - 2月　「ES いい物件 One」がGTNの外国人入居可能物件検索サイト「Best-Estate」との連動を開始
  - 5月　「ES いい物件 One」が日本エイジェントの外国人向け不動産情報サイト「wagaya Japan」との連動を開始
  - 5月　「ES-B2B賃貸」において仲介会社・管理会社間の物件確認業務の効率化を促進する「ES-B2B call」を開始
  - 12月　入居申込者・賃貸仲介会社・不動産管理会社・家賃債務保証会社間の入居申込受付・審査をペーパーレス化するWebサービス「Sumai Entry」を開始
  - 12月　「ESいい物件One」が、リロケーション・ジャパンが運営する社宅ネットワーク「リロネット」との連動を開始
- 2020年（令和2年）
  - 2月　「ESいい物件One」がエポスカードが運営する不動産情報サイト「お部屋探しＮｅｔ」との連動を開始
  - 4月　「ESいい物件One」がリコーの「THETA 360.biz」と連携、360°パノラマコンテンツをLIFULL HOME'Sへ連動開始
  - 6月　不動産会社向けに特化したホームページの作成・運営が可能なクラウドサービス「ESいい物件One ウェブサイト」を大幅パワーアップさせた「ESいい物件One ウェブサイトFlex」をリリース
  - 8月　不動産市場に特化したSaaS型賃貸管理システム 「ESいい物件One 賃貸管理」とオーナーアプリの機能連携を開始
- 2021年（令和3年）
  - 2月　不動産市場の様々なステークホルダーをデジタルでつなぎ、賃貸業者間物件流通のDXを加速させる賃貸業者間流通サイト「いい物件Square」を開始
  - 3月　経済産業省が定める「DX認定取得事業者」に認定
  - 3月　「健康経営優良法人2021（大規模法人部門）」に認定
  - 4月　いい生活のクラウド・SaaSが「IT導入補助金2021」の対象ツールに認定
  - 5月　北海道銀行とビジネスマッチング契約を締結
  - 7月　ユーザー向けの問合せツール「いい生活 お問合せアプリ」をリリース
  - 9月　ウェブで家賃や駐車場代の自動引き落とし利用手続きができるサービス「ESネット口座振替」をリリース
  - 10月　日本経済新聞社主催イベント「NIKKEI PropTech Conference」に登壇
- 2022年（令和4年）
  - 2月　一般社団法人全国賃貸不動産管理業協会と業務提携を締結
  - 3月　「健康経営優良法人2022（大規模法人部門）」に認定
  - 3月　マルチデバイス対応の営業支援システム「いい物件営業支援」をリリース
  - 4月　東京証券取引所・新上場区分において「スタンダード市場」に移行
  - 4月　「ESいい物件One」と電子契約サービス「クラウドサイン」がシステム連携開始
  - 4月　マルチデバイス対応の賃貸仲介会社向け業務支援システム「いい物件賃貸」をリリース
  - 5月　「Sumai　Entry」が家賃債務保証会社のJPMCファイナンスと連携開始
  - 6月　ハウスメイトパートナーズの物件申込受付にいい生活システムを採用
  - 7月　いい生活と不動産管理サービス『COSOJI』のRsmileが業務提携締結
  - 9月　NTTコム オンラインと提携し、Web接客・IT重説でのDXを加速する「いい生活　ビデオトーク」を販売開始
  - 9月　AIを活用した不動産賃貸事業者向け新サービス「いい物件賃貸」の正式版をリリース
  - 10月　コーポレートロゴ、サービス名を含むブランド全体をリニューアルし、「テクノロジーと心で、たくさんのいい生活を」というミッションを掲げる
  - 11月　「サントリーウエルネスOnline」に健康経営への取り組みに関するインタビュー記事が掲載
  - 12月　年間取扱引越件数84万件のサカイ引越センターが業務提携契約締結
- 2023年（令和5年）
  - 各種インボイス制度への対応を実施
  - 1月　日興アイ・アール「全上場企業ホームページ充実度ランキング調査」においてスタンダード市場部門の「最優秀サイト」に選出
  - 3月　日本経済新聞社主催イベント「NIKKEI PropTech Conference」に登壇
  - 3月　「健康経営優良法人2023（大規模法人部門）」に認定
  - 4月　入居者・オーナーアプリのインストール数が21万件を突破
  - 4月　投資用物件専門サイト「健美家」への一括出稿サービス開始
  - 5月　「人的資本の拡大に関する基本方針」を制定
  - 7月　ICPC（International Collegiate Programming Contest）2023横浜大会に協賛
  - 7月　NTTグループの不動産運営管理会社であるNTTアーバンバリューサポートへサービス提供開始
  - 8月　いい生活、「SupercomputingContest2023」に協賛
  - 9月　新サービスサイト公開開始
  - 9月　大学生活協同組合での導入事例紹介ページを公開
  - 10月　「Findy Team＋ Award2023」の組織別部門に選出
  - 10月　口座振替をウェブで行えるサービス「いい生活Pay口座振替」の取扱金額が1億円を突破
  - 11月　不動産会社の営業活動に貢献する追客機能の強化を実施
  - 12月　日興アイ・アール「全上場企業ホームページ充実度ランキング」でスタンダード市場部門の「最優秀サイト」に選出
- 2024年（令和6年）
  - 2月　電気帳簿保存法に完全対応のJIIMA認証取得SaaSを販売開始
  - 3月　綜合ユニコム主催「不動産ファンドフォーラム2024」に出展・登壇
  - 3月　「不動産テック＆ソリューションin天神ビッグバン」に出展
  - 3月　「健康経営優良法人2024(大規模法人部門)」に認定
  - 4月　不動産市場特化型SaaSのいい生活が「IT導入補助金2024」のIT導入支援事業者に認定
  - 5月　「住まい・建築・不動産の総合展BREXマンション総合EXPO2024　賃貸住宅 管理・仲介EXPO2024」に出展・登壇
  - 5月　業者間流通サイト「いい生活Square」掲載物件数20万件突破
  - 6月　「いい生活Pay 口座振替」の取り扱い金額が３億円を突破
  - 7月　いい生活「いい生活ウェブサイト Liteプラン」の提供を開始
  - 11月　「住まい・建築・不動産の総合展BREX関西　賃貸住宅 管理・仲介EXPO2024」に出展・登壇
  - 11月　「いい生活アカウント 多要素認証 (MFA) オプション」をリリース
  - 11月　ビレッジハウス・マネジメント株式会社にサービス提供開始
  - 11月　「いい生活Home/ Owner」合計インストール数30万件突破